# Alpa
SEITENTITEL
ALPA ist die Markenbezeichnung einer Schweizer Kamera.
Die aktuellen ALPA-Kameras sind Systemkameras für die digitale und analoge Mittelformat-Fotografie. Sie bestehen aus einem gefrästen, rahmenartigen Zentralteil, welches durch sein niedriges Auflagemass erlaubt, Weitwinkelobjektive mit symmetrischem Aufbau wie z. B. Zeiss Biogon, Schneider Super-Angulon und Rodenstock zu verwenden.
ALPA bietet zurzeit Objektive von 23 mm bis 250 mm Brennweite an. Diese sind in Halterungen mit Schneckentrieb zur Fokussierung montiert und können direkt oder mit Zwischenadapter an der Frontseite arretiert werden. Auf der Rückseite können verschiedene analoge Filmmagazine bis zum Format 6 × 9 cm und Digitalrückteile verschiedener Hersteller angesetzt werden. Die Anschlüsse für Objektive und Rückteile sind gleich, dies erlaubt bestimmte Kombinationen, bei denen das (digitale) Rückteil vorn montiert wird und dadurch der vordere Verstellweg umgekehrt werden kann. Darüber hinaus umfasst das Kamerasystem montierbare Handgriffe, aufsteckbare Sucher und diverses anderes Zubehör.

## Geschichte
Die Marke steht für zwei voneinander wirtschaftlich und zeitlich getrennte Unternehmen:
- Die ursprüngliche Alpa geht auf eine Zusammenarbeit der Firma Pignons SA mit Jacques Bogopolsky (dem Entwickler der Bolex) in Ballaigues zurück. Die 1942 erstmals hergestellte Kleinbildspiegelreflexkamera war von ausgezeichneter mechanischer Ausführung (bis auf die letzten Modelle, die OEM-Produkte japanischer Hersteller waren), mit einem Zubehör- und Objektivprogramm ("Switar"). Pignons SA ging 1990 Konkurs und stellte ihren Geschäftsbetrieb ein.

- Die weltweiten Markenrechte an der Bezeichnung ALPA wurden nach einem sechs Jahre andauernden Rechtsfall von der 1996 neu gegründeten Firma ALPA Capaul & Weber in Zürich übernommen. Diese begann ab 1996 in Zusammenarbeit mit der Firma Seitz Phototechnik AG in Lustdorf die Herstellung von verschiedenen Kameras unter der Marke ALPA of Switzerland.

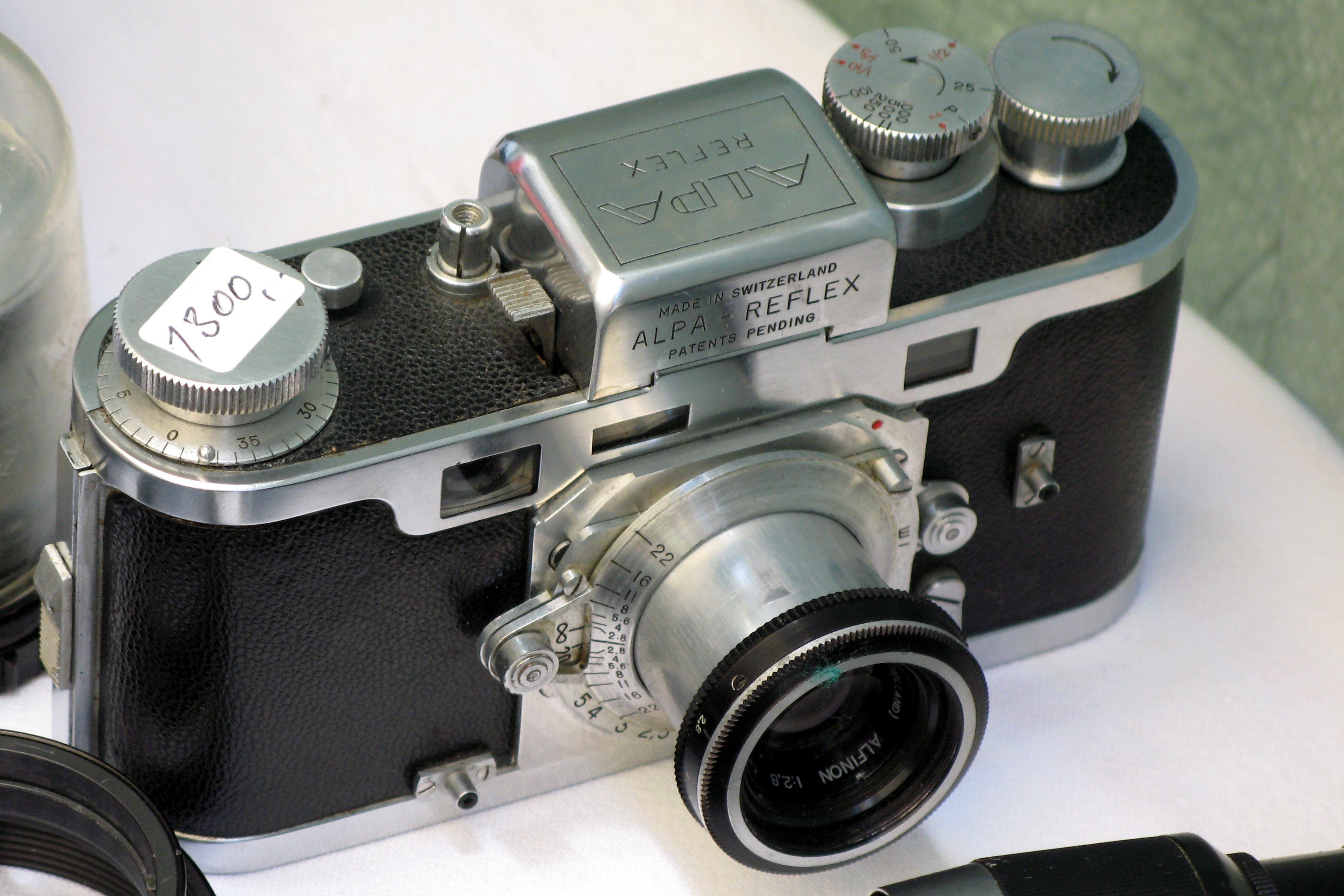
Alpa Reflex

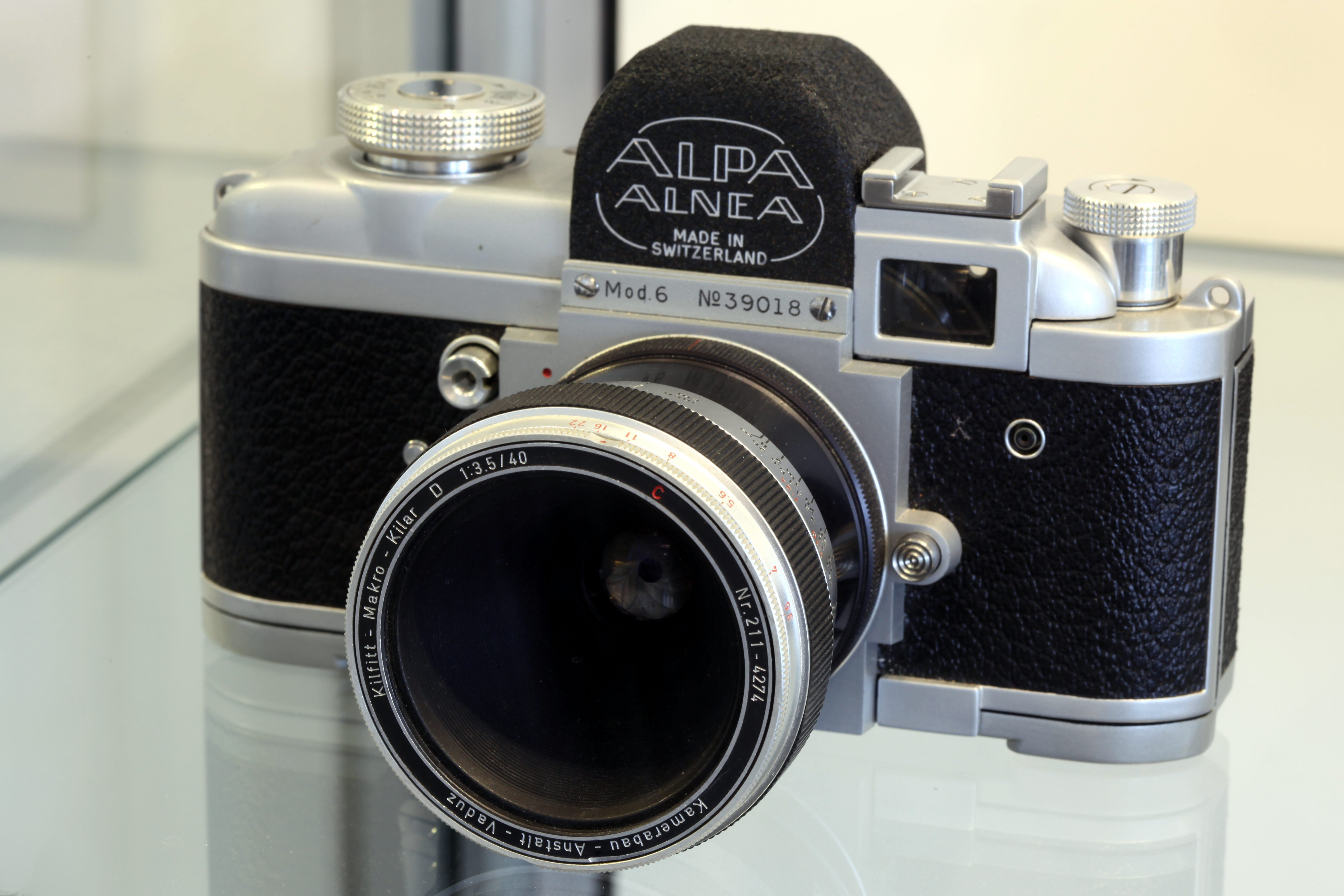
Alpa Alnea Modell 6

### 1918 – 1990
- 1918: Die Firma Pignons SA wird im Schweizer Jura gegründet. In der lokalen Tradition konzentriert sie sich zunächst auf die Produktion von Einzelteilen für die Uhrenindustrie.
- 1944: Pignons SA stellt ihre erste Kamera vor, die „ALPA-Reflex, Modell C“.
- 1949: Die ALPA Prisma Reflex als eine der ersten SLR-Kameras mit Pentaprisma wird vorgestellt.
- 1964: Ständige Weiterentwicklung führt zu technischen Meisterleistungen, wie zum Beispiel zum Modell 9d, eine der ersten Kameras der Welt mit Belichtungsmessung hinter dem Objektiv.
- 1965: Die ALPA-Produktion erreicht mit rund 1300 Kameras pro Jahr ihren Höhepunkt. Danach folgt der zuerst sanfte, dann zunehmend steile Abstieg.
- 1979: In Zusammenarbeit mit Hermann Seitz (Lustdorf, Schweiz) wird die ALPA Roto SM60/70 entwickelt und produziert.
- 1990: Die Firma kann dem Konkurrenzdruck aussereuropäischer Hersteller nicht mehr standhalten. Den Rest besorgen firmeninterne Probleme. Pignons SA geht in Konkurs. Das letzte von Pignons SA hergestellte Modell ist die ALPA 11.

### 1996 – heute
- 1996: Capaul & Weber, Zürich, erwerben die weltweiten Rechte an der Marke ALPA. Ziel ist es, mit grundlegend neuen Konstruktionen am Qualitätsniveau der klassischen Kleinbild-ALPA Spiegelreflexkameras anzuknüpfen.
- 1998: Bei der Photokina 98 werden die zwei ersten ALPA-12-Modelle vorgestellt. Beide für das Mittelformat: ALPA 12 WA (Wide Angle) und ALPA 12 SWA (Shift Wide Angle).
- 2000: Die kompromisslose Ausrichtung auf höchste Präzision beginnt sich voll auszuzahlen. Das Erscheinen von digitalen Backs in professioneller Qualität macht minimale mechanische Toleranzen zur Notwendigkeit. Die ALPA-12-Kameras sind seit ihrem Erscheinen genau darauf ausgerichtet.
- 2005: ALPA stellt die kleine ALPA 12 TC (Travel Compact) vor. Damit werden die Konturen einer zusammenhängenden Plattform sichtbar. Es wird klar, dass ALPA nicht nur ein oder zwei Modelle, sondern ein komplettes, modulares System bedeutet.
- 2006: Die ALPA-Plattform wird um die ALPA 12 XY erweitert. Mit dieser reinen Stativkamera werden im Bereich der Kameraverstellung Genauigkeiten möglich, die mit anderen Konstruktionen nicht erreichbar sind.
- 2007: Für die Photogrammetrie entsteht die ALPA 12 METRIC, eine Spezialkamera auf der Basis der ALPA 12 WA. Sie wird ausschliesslich auf Bestellung gefertigt.
- 2008: Die „Lücke“ zwischen der ALPA 12 SWA und der ALPA 12 XY wird geschlossen: Die neue ALPA 12 MAX vereinigt viele der technischen Möglichkeiten der XY mit Handlichkeit.
- 2010: Einführung der ALPA 12 STC, einer kompakten, verstellbaren Kamera primär für Stitching (±18 mm) oder Hoch-/Tiefshift.
- 2012: Einführung der ALPA 12 FPS, welche als eigenständige Kamera mit Schlitzverschluss für diverse Objektive (ALPA, Canon, Hasselblad, Nikon etc.) oder als Verschlussmodul zusammen mit einer traditionellen ALPA-12-Kamera verwendet werden kann.
- 2014: Einführung der neuen Adapter zur Steuerung von Hasselblad H-Objektiven und Contax 645. Einführung Kooperation mit Phase One: A-Series. Einführung hochpräzise Stackinglösung und erste Serienprodukte in Additive Manufacturing.
- 2016: Einführung des ALPA GON, des ersten modularen Stativkopfes und weiterer neuer Produkte und Lösungen, Einführung Steuergerät ALPA Silex. Kooperation mit Hasselblad u. a. für Austausch Objektivprotokoll der Hasselblad H-Objektive.
- 2017: Einführung des ALPA Objektivmoduls für alte ALPA 35 mm Objektive, Start der ALPA Bewegtbildlösungen (Projekt Platon).
- 2018: Einführung ALPA add|metric: Photogrammetrische Vermessungskamera auf Basis der ALPA 12 FPS mit individualisierter Verbauung, Andruckplatten und -Elementen komplett in Additive Manufacturing.

## Aktuelle Modelle

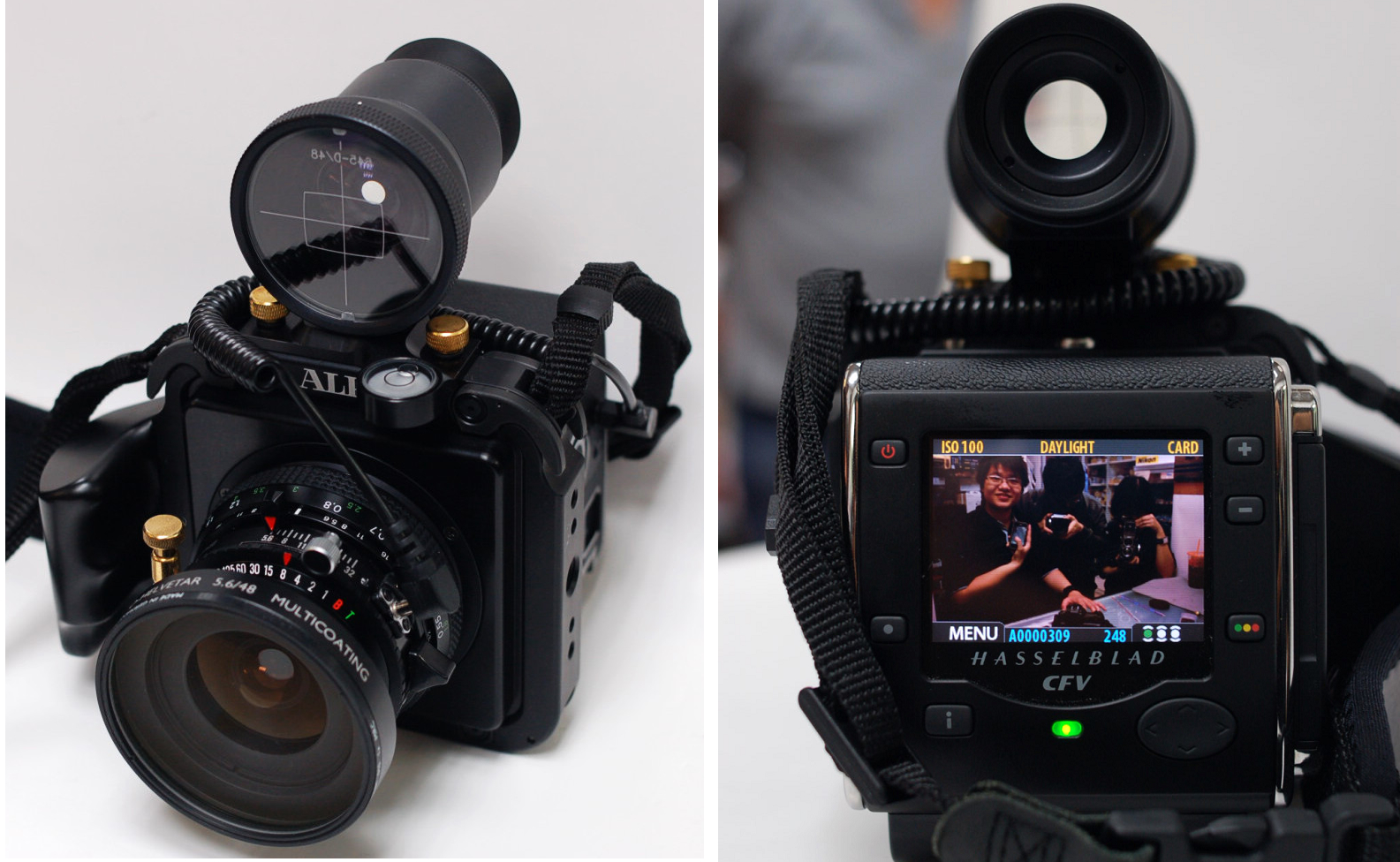
Eine aktuelle Alpa-Kamera

| Modell        | Einführungsjahr       | Beschreibung |
| ------------- | --------------------- | --- |
| 12 FPS        | 2012                  | Focal Plane Shutter; Schlitzverschluss-Kamera und -Verschlussmodul, je nach Konfiguration, Adapter für ALPA-Objektive, Canon EF, Nikon F, Hasselblad C/F, Mamiya 645 und mehr. 735 g |
| 12 TC         | 2005                  | Travel Compact; Leichteres Modell mit dünnerem Rahmen, nur einem Handgriff. 216 g |
| 12 STC        | 2010                  | Stitch/Shift Travel Compact; Die Travel Compact für Shiften und Stichen, nur einem Handgriff. 578 g                                                                                  |
| 12 WA         | 1998                  | Wide Angle; Standardmodell mit zwei Handgriffen und Haltern für Sucher etc. 760 g |
| 12 SWA        | 1998                  | Shift/Wide Angle; Basierend auf 12 WA, aber zusätzlich max. 25 mm vertikaler Verschiebbarkeit von Objektiv. 770 g                                                                    |
| 12 MAX        | 2008                  | Handkamera mit maximalen Verstellwegen (vertikal +25/−18 mm) und horizontal (±18 mm), 1180 g                                                                                         |
| 12 XY         | 2006                  | Stativkamera mit grossen Verstellwegen (vertikal: +45/−25 mm und ±25 mm horizontal) ermöglichen das digitale „Kacheln“ (stiching); 2600 g                                            |
| 12 Metric     | 2007                  | Spezialkamera, basierend auf der 12 WA für die photogrammetrische Vermessung. |
| 12 ST         | Prototyp (2002) 4 Ex. | Shiftkamera mit vertikal ±25 mm Verstellweg |
| 12 SST        | Prototyp (2002) 5 Ex. | Stativkamera mit grossen Verstellwegen (vertikal & horizontal ±25 mm) und horizontalem Verstellschlitten                                                                             |
| 12 WA special | 10 Ex.                | Sonderserie; Silber-(champagner farbend)-eloxiert einer 12 WA |
| The One       | 1 Ex.                 | Sonderanfertigung einer 12 WA silber-eloxiert mit goldenem Typenschild. |

## Objektive
Eine grössere Anzahl Digital- und Grossformatobjektive ist oder war im Brennweitenbereich von 23 bis 250 mm lieferbar:
| Brennweite          | Name                               | Bildkreis bei f 11 | Bemerkung                                         |
| ------------------- | ---------------------------------- | ------------------ | ------------------------------------------------- |
| 5.6/23 mm           | Rodenstock HR Alpagon              | 70 mm              |                                                   |
| 5.6/24 mm           | Schneider Apo-Digitar XL           | 60 mm              |                                                   |
| 4.5/28 mm           | Rodenstock HR Digaron-S            | 70 mm              |                                                   |
| 5.6/28 mm           | Schneider ALPA Apo-Helvetar        | 90 mm              |                                                   |
| 4.5/35 mm           | Rodenstock ALPA AAA Apo-Alpar      | 105 mm             |                                                   |
| 5.6/35 mm           | Schneider Apo-Digitar XL           | 90 mm              |                                                   |
| 5.6/36 mm           | Schneider ALPA Apo-Switar          | 90 mm              |                                                   |
| 4.0/35 mm           | Rodenstock HR Digaron-S            | 70 mm              |                                                   |
| 4.5/38 mm           | Zeiss Biogon T*                    | 80 mm              | Ausverkauft                                       |
| 5.6/38 mm           | Schneider Super-Angulon XL         | 140 mm             |                                                   |
| 4.0/40 mm           | Rodenstock HR Alpagon              | 90 mm              | LB und SB34                                       |
| 4.5/45 mm           | Apo-Alpar Rodenstock ALPA AAA      | 115 mm             |                                                   |
| 5.6/47 mm           | Schneider Apo-Digitar XL           | 115 mm             |                                                   |
| 5.6/47 mm           | Schneider Super-Angulon XL         | 165 mm             |                                                   |
| 5.6/48 mm           | Apo-Helvetar Schneider ALPA        | 115 mm             |                                                   |
| 4.0/50 mm           | Rodenstock HR Alpagon              | 90 mm              | LB und SB34                                       |
| 4.5/55 mm           | Rodenstock ALPA AAA Apo-Alpar      | 115 mm             |                                                   |
| 5.6/58 mm           | Schneider Super-Angulon XL         | 165 mm             |                                                   |
| 4.0/60 mm           | Schneider Apo-Digitar N            | 60 mm              |                                                   |
| 5.6/60 mm           | Schneider ALPA Apo-Helvetar        | 120 mm             | LB und SB17                                       |
| 4.0/60 mm           | Rodenstock HR Digaron-S            | 70 mm              | LB und SB17                                       |
| 5.6/70 mm           | Rodenstock HR Alpagon              | 100 mm             | LB und SB17                                       |
| 5.6/72 mm           | Schneider Apo-Digitar L            | 90 mm              |                                                   |
| 5.6/75 mm           | Schneider Apo-Helvetar             | 90 mm              | LB und SB17                                       |
| 4.0/80 mm           | Schneider Apo-Digitar L            | 90 mm              | SB34                                              |
| 4.5/80 mm           | Schneider Super-Symmar Aspheric XL | 210 mm             | SB34                                              |
| 4.5/90 mm           | Schneider Apo-Digitar N            | 90 mm              | SB34                                              |
| 5.6/90 mm           | Rodenstock HR Digaron-W            | 125 mm             | SB34                                              |
| 5.6/90 mm           | Rodenstock HR Alpagon              | 120 mm             | SB34                                              |
| 3.5/95 mm           | Linhof Rodenstock/ALPA Technikar   | 95 mm              | Einfachvergütetes Objektiv für die S/W Fotografie |
| 5.6/100 mm          | Schneider Apo-Digitar N            | 100 mm             | SB34                                              |
| 4.0/100 mm          | Rodenstock HR Digaron-S            | 70 mm              |                                                   |
| 5.6/120 mm aspheric | Schneider ALPA Apo-Helvetar        | 120 mm             | SB34                                              |
| 5.6/120 mm          | Schneider Apo-Digitar N            | 110 mm             |                                                   |
| 5.6/120 mm          | Schneider Apo-Digitar M            | 110 mm             | SB34                                              |
| 5.6/120 mm          | Schneider Apo-Symmar L             | 189 mm             | SB34                                              |
| 5.6/150 mm          | Schneider Apo-Digitar N            | 110 mm             | SB34                                              |
| 5.6/180 mm          | Schneider Apo-Digitar T            | 120 mm             | SB34                                              |
| 5.6/180 mm          | Rodenstock HR Digaron-S            | 80 mm              | LB und SB34                                       |
| 5.6/180 mm          | Schneider Apo-Symmar L             | 277 mm             | SB34                                              |
| 6.8/210 mm          | Schneider Apo-Digitar T            | 120 mm             | SB34                                              |
| 5.6/250 mm          | Schneider Apo-Tele-Xenar           | 190 mm             | SB34                                              |

- (SB17 und SB34) auch als sog. „Short Barrel“-Version verfügbar für die Benutzung eines Tilt-/Swingadapters oder 17/34 mm Makro-Tubus für Unendlicheinstellung

Mit dem Rollei-Objektiv-Adapter ist zudem die Verwendung von Rollei 6xxx-Objektiven möglich.
Makroadapter dienen einer Auszugsverlängerung um 6, 17, 34, und 52 mm.

## Kamerazubehör
- ALPA Sucher
- Masken für den Sucher
- Mattscheibenhalter für Rückseite
- Verschiedene Mattscheiben für den Halter
- Balgen mit Vergrösserungslupe zur Scharfeinstellung mit dem Mattscheibenhalter
- Zubehöradapter (wird auf Sucherhalterung geschraubt)
- Wasserwaagen und Sucherabstandshalter etc.
- Tragegurte und Handschlaufe
- Stative und Stativköpfe
- Balgengeräte

## Rückteile
- ALPA/Linhof Rollfilmmagazine für 6×6, 6×7, und 6×9 cm
- ALPA/Mamiya Motorisiertes Rollfilmmagazin für 6×9 cm
- Adapter für Hasselblad V, Hasselblad H, Mamiya 645 AFD/Phase One XF, Contax 645 und Sinar/Leaf Hy6 Digitalrückteile
- Adapter für Mamiya RB67 und Horseman Filmmagazine
- Polaroid-Sofortbild-Filmmagazin